# Pascal Barandagiye
Pascal Barandagiye, né en date inconnue dans la commune de Nyanrusange (province de Gitega), est une personnalité politique burundaise, plusieurs fois ministre sous les présidences de Pierre Nkurunziza.
Il a en particulier été ministre de la Justice (2011-2015) avant de devenir ministre de l'Intérieur (2015-2020).